# Harry Potter in dvorana skrivnosti
Harry Potter in dvorana skrivnosti (angleško Harry Potter and the Chamber of Secrets) pisateljice J. K. Rowling je nadaljevanje knjige Harry Potter in kamen modrosti, druga v zbirki sedmih knjig o Harryju Potterju. Knjiga je v izvirniku izšla leta 1998, v slovenskem prevodu Jakoba Kende pa dve leti pozneje. Po knjigi je bil posnet film, ki je bil javnosti predstavljen novembra 2002.

## Vsebina
Zgodba se začne, ko Harryja obišče Trapets, hišni vilinec družine Malfoy, ki ga skuša prepričati, naj se ne vrne na Bradavičarko. Ker mu Harry tega ne obljubi, Trapets razbije sladico, ki jo je Petunija Dursley pripravila za goste. Gostje se prestrašijo in odidejo, Vernon pa tako izgubi priložnost za odlično kupčijo. Svojo jezo strese nad Harryjem ter ga zaklene v njegovo sobo. Zagrozi mu, da se ne bo mogel več vrniti na Bradavičarko.
Harryja iz ujetništva rešijo Ron Weasley in njegova brata Fred in George, ki priletijo ponj z letečim avtomobilom njihovega očeta. Harry ostanek počitnic preživi pri njih, nato pa se skupaj odpravijo na Peron devet in tri četrtine.
A Ron in Harry ne moreta vstopiti skozi čarobno zakritim prehodom na peron in vlak odpelje brez njiju. Ker ne vesta, kaj storiti, sedeta v leteči avtomobil, ter z njim odledita do Bradavičarke . A avto ni narejen za tako dolga potovanja in ob pristanku treščita v vrbo mesarico, ki se jima maščuje. Profesor Raws jima grozi z izključitvijo, vendar temu nasprotuje ravnatelj Dumbledore in profesorica Minerva McHudurra jima naloži dodatno delo.
Novi profesor za obrambo pred mračnimi silami postane Slatan Sharmer, avtor mnogih knjig, v katerih opsiuje svoja junaška dejanja.
Šolsko leto pa se nadaljuje prav tako skrivnostno, kot se je začelo. Na noč čarovnic se na steni pojavi skrivnostno sporočilo napisano v krvi, ki pravi, da je Dvorana skrivnosti spet odprta, pod sporočilom pa je hišnikova skamnjena mačka, gospodična Norris, kmalu pa se začnejo napadi na učence.
Napadi se nadaljujejo in skamnjenih je vedno več učencev, Harry pa na dvobojevalskem krožku ugotovi, da je luskust, saj lahko govori s kačami. Izve tudi, da je bil po tem znan tudi Salazar Spolzgad, zato veliko učencev misli, da je on odgovoren za napade. Nato je napadena tudi Hermiona Granger.
Harry medtem s pomočjo čarobnega dnevnika vstopi v spomin Marka Neelstina, ki mu pove, da je za napade odgovoren Hagrid Ruralus. Ker je Hagrid Harryjev prijatelj, ta Marku ne verjame in se odloči, da bo Hagrida o zadevi vprašal. Ravno takrat pa na šolo pride minister za čaranje, Cornelius Shushmaar, ki Hagrida odpelje v Azkaban. Poleg tega pride tudi Lucius Malfoy, ki v napadih vidi izvrstno priložnost in člane šolskega sveta prisili, da Dumbledoreja odstavijo. Ker sta Harry in Ron skrita, Hagrid pred odhodom navidez v prazno reče, da bi morali ljudje slediti pajkom, če bi želeli kaj izvedeti. Harry razume namig in z Ronom se odpravita v Prepovedani gozd, kamor hitijo pajki.
Globoko v gozdu srečata Aragoga, ogromnega pajka, ki ga je Hagrid pred mnogo leti vzgojil na šoli. Aragog jima tudi pove, da on ni pošast iz Dvorane skrivnosti in da je bil Hagrid tudi takrat po krivem obtožen. Nato ostalim pajkom pusti, da Harryja in Rona pojedo, a reši ju stari leteči avtomobil, ki je v gozdu popolnoma podivjal.
Proti Koncu šolskega leta pa se na steni spet pojavi sporočilo. Pošast, ki prebiva v Dvorani skrivnosti, ugrabi Ronovo sestro Ginny. Harry in Ron se odločita, da jo bosta rešila. V Hermionini otrdeli roki najdeta list, iztrgan iz knjige, na katerem je opis baziliska, ogromne ter smrtonosne kače, pod njim pa napis »vodovodne cevi«. Zavesta se, da je to odgovor na uganko, saj se bazilisk po šoli premika po vodovodnih ceveh. Uganeta, da je vhod v Dvorano Skrivnosti v stranišču Javkajoče Jane, na poti tja pa odideta še v Sharmerjevo pisarno ter ga prisilita, da gre z njima. Harry najde vhod in skupaj se spustijo po ceveh. Tam pa Sharmer pokaže svoj pravi obraz in želi pobegniti, pred tem pa zbrisati Harryjev in Ronov spomin. Na srečo to skuša narediti z Ronovo zlomljeno palico in urok se odbije nazaj vanj. Vendar pa hkrati zruši strop dvorane in Harry mora nadaljevati sam.
Čez nekaj časa najde Ginny, zraven nje pa stoji mlad fant, spomin Marka Neelstina. Izkaže se, da je to mladi Mrlakenstein, Spolzgadov potomec, ki je s pomočjo dnevnika Ginny pridobil pod svojo oblast in jo prisilil, da je odprla Dvorano. Nad Harryja pošlje baziliska, a Harryju priskoči na pomoč Fawkes, Dumbledorjev feniks, iz Klobuka izbiruha pa izvleče meč Godrica Gryfondoma. Feniks baziliska oslepi, Harry pa mu meč zarije globoko v gobec. Ko pošast umira, se eden njenih strupnikov zarije v Harryjevo roko in ga prične zastrupljati. A feniksove solze imajo zdravilne moči in Harry preživi, odlomljeni strupnik pa zabode v dnevnik in tako uniči Mrlakensteinovo dušo,ki prebiva v dnevniku.
Zatem se vsi skupaj vrnejo na površje, kjer prestrašenima Arthurju in Molly Weasley razložijo, kaj se je zgodilo.
Harry prosi Dumbledoreja, če lahko Luciusu Malfoyu vrne uničeni dnevnik, saj ga je prav ta podtaknil med Ginnyine knjige. Harry knjigo zabaše v svojo nogavico in dnevnik vrže Luciusu. Ta knjigo iztrga iz nogavice ter Harryju zagrozi, da bo končal podobno, kot njegova starša. Nogavico odvrže, a jo ujame Trapets, ki tako postane svoboden. Lucius se skuša maščevati Harryju, vendar mu Trapets to prepreči.
Ron in Harry dobita nagradi za posebne zasluge šoli, skamnjene ljudi pozdravijo, Hagrid pa se vrne na šolo. S 400 točkami, ki so jih Harry, Ron in Hermiona prislužili Gryfondomu, že drugič zapored zmaga na tekmovanju med domovi.